# Aïn Tolba
Aïn Tolba (anciennement Guiard) est une commune de la wilaya de Aïn Témouchent en Algérie.

## Géographie
| Sidi Safi          | Sidi Ben Adda                     | Aïn Témouchent |
| El Emir Abdelkader | Aïn Tolba                         | Aïn Kihal      |
|                    | Sebaa Chioukh (Wilaya de Tlemcen) | Aïn Kihal      |